# Berlitz Sprachschulen
Die Berlitz Sprachschulen (derzeitiger Name: Berlitz Corporation) gehen auf eine von Maximilian Delphinius Berlitz 1878 in Providence, Rhode Island gegründete Sprachschule zurück. Heute hat die Gruppe 550 Schulen in mehr als 70 Ländern. Unterrichtsmethode aller Berlitz Sprachschulen ist die sogenannte Immersion. Dabei wird von der ersten Stunde an ausschließlich in der Zielsprache unterrichtet.

## Geschichte

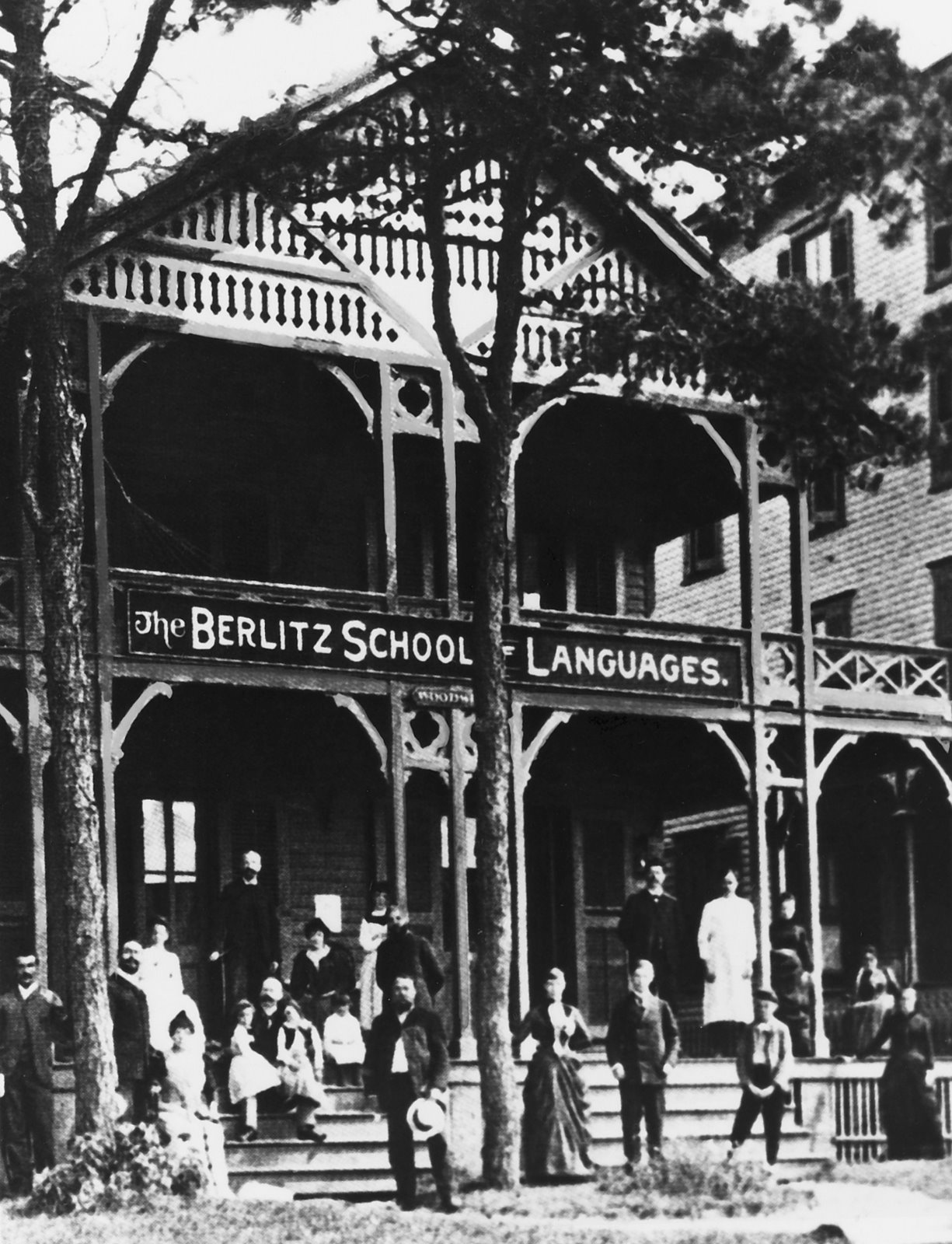
Die erste Berlitz Sprachschule in Providence, Rhode Island (1878)

### 1878: Die erste Berlitz Sprachschule
Berlitz, 1852 in Deutschland geboren, wanderte 1870 in die Vereinigten Staaten aus und ließ sich in Westerly, Rhode Island, nieder. Bis 1877 war er nach Providence gezogen, wo er Sprachen am Bryant and Stratton National Business College, später bekannt als Warner’s Polytechnic Business College, unterrichtete. 1878 gründete er die erste Berlitz Sprachschule in Providence. Da er mehrere Sprachen fließend beherrschte, suchte er nach Alternativen zur traditionellen Grammatik-Übersetzungsmethode und begann, einen interaktiveren, auf Immersion basierenden Ansatz für den Sprachunterricht zu entwickeln.

### 1880er Jahre: Die Berlitz-Methode
In den Anfängen der Schule entwickelte Maximilian Berlitz die Berlitz-Methode, bei der der Schwerpunkt auf Konversation und aktiver Beteiligung der Schüler lag. Er stellte einen französischsprachigen Assistenten ein, um den Schülern authentische Sprachkontakte zu ermöglichen. In der Folge wurde ein stärker immersiver Ansatz verfolgt, der sich von der traditionellen Grammatik-Übersetzungsmethode unterschied. Dieser methodische Wechsel markierte eine Abkehr von der rein analytischen Sprachvermittlung hin zu einem stärker kommunikationsorientierten Unterrichtsansatz.

### 1880er- bis 1900er-Jahre: Expansion
Als die Nachfrage stieg, entstanden bald neue Standorte in den Vereinigten Staaten, und Ende der 1880er Jahre unternahm Berlitz seine ersten Schritte im Ausland und eröffnete Schulen in Berlin, Paris und London. Bis zum Ende des 19. Jahrhunderts betrieb das Unternehmen weltweit fast 100 Schulen. In den 1950er Jahren eröffnete Berlitz sein erstes lateinamerikanisches Sprachzentrum in Mexiko, gefolgt von Standorten in Brasilien, Venezuela, Argentinien, Kolumbien, Chile und Peru. 1966 erreichte Berlitz Asien und eröffnete zunächst ein Sprachzentrum in Tokio.

### Erster und Zweiter Weltkrieg: Frauen in Führungspositionen
Während beider Weltkriege stand Berlitz vor Herausforderungen, darunter der Verlust männlicher Führungskräfte aufgrund des Militärdienstes. Infolgedessen wurden viele der Schulen von Frauen geleitet, die eine entscheidende Rolle bei der Aufrechterhaltung des Betriebs und der Sicherstellung des Unterrichts spielten.

### Ab den 1960er Jahren: Weitere Entwicklungen
In den 1960er Jahren trat Berlitz in eine neue Wachstumsphase ein, die durch den zunehmenden internationalen Reiseverkehr und die steigende Nachfrage nach Englischunterricht, insbesondere aufgrund des politischen und kulturellen Einflusses der Vereinigten Staaten, angetrieben wurde. In dieser Zeit entwickelte Charles Berlitz, der Enkel von Maximilian Berlitz, die Berlitz-Reiseführer, die sich großer Beliebtheit erfreuten und dazu beitrugen, die globale Marke des Unternehmens weiter zu etablieren.
1964 startete Berlitz sein Sprachlernprogramm Berlitz Total Immersion. Dieses Programm wurde entwickelt, um eine vollständige sprachliche und kulturelle Immersion durch maßgeschneiderte Lektionen zu ermöglichen, die in realen Situationen stattfanden, wie z. B. beim Mittagessen mit einem Lehrer oder bei der Teilnahme an parallelen Sitzungen mit zwei Lehrern.
In den 1980er Jahren erweiterte Berlitz sein Angebot um Sprachunterricht für Kinder und startete 1982 Berlitz Kids. Berlitz begann auch, soziale Projekte zu unterstützen, und gründete 2006 die Berlitz Foundation, um die Bildung und Rechte von Kindern, insbesondere in der Sahelzone Afrikas, zu fördern.

### Ab den 2000er Jahren: Anpassung an das digitale Zeitalter
Mit dem Aufkommen von PCs setzte Berlitz auf digitale Bildung und führte Anfang der 2000er Jahre Online-Kurse ein. Diese Kurse spiegelten den traditionellen Unterricht im Klassenzimmer wider, boten jedoch den Komfort des Fernunterrichts. Berlitz ermöglichte es den Schülern auch, den Unterricht aufzuzeichnen, um ihn leichter wiederholen zu können.
Heute ist Berlitz in über 70 Ländern tätig und bietet Sprachunterricht für verschiedene Zielgruppen an, darunter Berufstätige, Kinder und Reisende. Das Unternehmen integriert seinen traditionellen immersiven Unterrichtsansatz mit digitalen Technologien, um sich an die sich wandelnden Bildungsbedürfnisse anzupassen.

## Unternehmensbesitz und Übergänge

### Macmillan, Inc. als Eigentümer
1966 wurde Berlitz eine Tochtergesellschaft von Macmillan, Inc. Robert Strumpen-Darrie blieb bis zu seiner Pensionierung im Jahr 1970 Präsident, Raphael Alberola war etwa fünf Jahre lang CEO, und anschließend leitete Elio Boccitto das Unternehmen während des größten Teils der 1980er Jahre. Im November 1988 übernahm die Maxwell Communication Corporation Macmillan, und ein Jahr später ging Berlitz an die Börse.
Im August 1992 gab Berlitz International Inc. bekannt, dass es eine endgültige Vereinbarung über den Verkauf von 67 Prozent der Anteile an die Fukutake Publishing Company unterzeichnet hatte, wobei die Fusion bis zum Ende des Jahres abgeschlossen sein sollte. Im Januar 1993 gab Berlitz International Inc. bekannt, dass eine gerichtliche Anordnung, mit der das Sprachdienstleistungsunternehmen von der insolventen Maxwell Communication Corporation getrennt wurde, den Weg für die bevorstehende Fusion von Berlitz frei gemacht habe, während die Aktionäre die Fusion auf einer am selben Tag in New York abgehaltenen Aktionärsversammlung genehmigten, wobei die Fusion am 8. Februar 1993 abgeschlossen werden sollte.

### Eigentümerschaft durch Benesse Corporation
2001 wurde Berlitz eine hundertprozentige Tochtergesellschaft der Benesse Corporation. Im Jahr 2002 wurde Berlitz Publishing an Langenscheidt verkauft. Heute gehört Berlitz Publishing zu APA Publications unter der Leitung von René Frey, nachdem der Verkauf von Berlitz Publishing und Insight Guides durch Langenscheidt Anfang 2014 erfolgt war.
Im November 2010 gab Berlitz International, Inc. bekannt, dass es seinen Namen von Berlitz International, Inc. in Berlitz Corporation ändert, was am selben Tag in Kraft tritt.
Im Februar 2022 wurden alle Anteile der Berlitz Corporation, die sich im Besitz von Benesse Holdings befanden, an Berlitz Holdings übertragen, ein Unternehmen, das durch eine 100-prozentige Beteiligung von ILSC Holdings LP (Eigentümer der ILSC Education Group, einem Unternehmen, das im Bereich Sprachunterricht tätig ist, z. B. Auslandsstudien) gegründet wurde. Gleichzeitig übertrug der Vorstand von Benesse Holdings alle Anteile an Berlitz Japan (15,75 % aller von Benesse gehaltenen Anteile) an Berlitz.
Ein Tarifvertrag für die Beschäftigten in Deutschland wurde 1990 mit der Gewerkschaft Erziehung und Wissenschaft abgeschlossen.  Berlitz ist die einzige Sprachschule in Deutschland, die mit der Gewerkschaft Erziehung und Wissenschaft einen Haustarifvertrag vereinbart hat.

## Gewerkschaften und Arbeitskampfmaßnahmen
In Japan werden die Berlitz-Lehrer von mehreren Gewerkschaften vertreten. In der Region Kansai werden sie von der General Union vertreten, und in der Region Kanto durch Begunto, die Berlitz Tokyo General Union, Teil von Tozen, und der Berlitz-Gewerkschaft bei NUGW, die zum National Trade Union Council gehört. Es gab in Japan erhebliche Arbeitskämpfe, darunter den von Begunto organisierten Streik bei Berlitz Japan 2007–2008, der sich zum längsten und größten anhaltenden Streik unter Sprachlehrern in Japan entwickelte.
Nach mehreren Gerichtsverfahren wurden neue Regeln für Tarifverhandlungen festgelegt. Diese werden wieder in englischer Sprache geführt, nachdem zuvor auf Japanisch umgestellt worden war. Berlitz versprach außerdem, der Gewerkschaft mehr Finanzinformationen offenzulegen. Das Unternehmen erklärte sich außerdem bereit, den Gewerkschaftsmitgliedern eine Grundlohnsteigerung sowie eine einmalige Prämie an die Gewerkschaft zu zahlen.
In Deutschland werden Lehrer und Verwaltungsangestellte von der GEW vertreten. Im November 2010 versuchte die Unternehmensleitung erstmals, die in den letzten 30 Jahren erzielten Arbeitnehmerzugeständnisse zurückzunehmen, um die im Tarifvertrag garantierten Bedingungen erheblich zu verschlechtern, und drohte mit der Entlassung von bis zu der Hälfte der Vertragslehrer, falls die Zugeständnisse nicht akzeptiert würden.